# How It Go (пісня)
«How It Go» — сингл американського репера King Von з його дебютного студійного альбому Welcome to O'Block, виданий 28 серпня 2020 р. на лейблах Only the Family та Empire Distribution. Вон написав текст, перебуваючи за ґратами.

## Опис
У першому куплеті виконавець звертається до недоліків системи правосуддя, а також детально описує те, що відбувається за зачиненими дверима кримінального процесу. Приспів має більш мелодійне виконання, ніж те, яке зазвичай притаманне Вону. У другому куплеті він розповідає ще більше історій з вулиць, про те, як це воно після потрапляння за ґрати, і що, здається, усе зводиться до зробленого вибору та взятого напрямку. Пісня, в якій добре показано оповідувальні здібності репера, закінчується ще одним приспівом.

## Відеокліп
Прем'єра відео відбулась одночасно із синглом. Режисер: Jerry Production. Станом на 16 серпня 2023 року кліп мав понад 73 млн переглядів на YouTube.
Першу половину зосереджено на переговорах між прокурорами та державними захисниками. Інші сцени показують страждання Вона у тюрмі, бійки з ув'язненими та нищівний психологічний тиск одиночного ув'язнення. Друга половина показує, як він, нарешті, виходить на волю і зіштовхується із соціальним тиском та труднощами пошуку роботи для колишнього ув'язненого, що призводить до того, що у нього залишається небагато життєвих виборів. 
Як зазначили в Uproxx: «„So what you gon’ do?“ — питає Вон у пронизливому другому куплеті пісні. „You gon' rob or gon' shoot?/You gon’ trap or gon’ crack?/You gon’ win or gon’ lose?“ Схоже, він обрав перемогу, змінивши вуличне життя на реп, і за сприяння Lil Durk є на шляху до того, щоб назавжди позбутися свого колишнього роду діяльності».

## Сертифікації
| Регіон                                                      | Сертифікація | Продажі |
| ----------------------------------------------------------- | ------------ | ------- |
| США (RIAA)                                                  | Золотий      | 500 000 |
| продажі+прослуховування, що базуються лише на сертифікаціях |              |         |